# Boethus nigripennis
Boethus nigripennis är en stekelart som beskrevs av Joseph Augustine Cushman 1922. Boethus nigripennis ingår i släktet Boethus och familjen brokparasitsteklar. Inga underarter finns listade.